# Thompsoniana mireiae
Thompsoniana mireiae es una especie de escarabajo longicornio del género Thompsoniana, tribu Callichromatini, orden Coleoptera. Fue descrita científicamente por Vives, Bentanachs y Chew en 2009.
El período de vuelo ocurre durante los meses de enero, abril, mayo, junio, septiembre y octubre.

## Descripción
Mide 20-25 milímetros de longitud.

## Distribución
Se distribuye por Malasia (isla de Borneo).